# Śródchłonka
Śródchłonka, endolimfa (łac. endolympha) – płyn wypełniający struktury błędnika błoniastego. Jego ruch odpowiada za pobudzanie receptorów słuchu i układu równowagi.  Charakteryzuje się, w odróżnieniu od przychłonki, wysokim stężeniem jonów potasu (K+) oraz niskim stężeniem jonów sodu (Na+).
Śródchłonka produkowana jest w prążku naczyniowym przewodu ślimakowego lub powstaje z przychłonki przesączanej przez ścianę przedsionkową przewodu ślimakowego.